# Groß Raden

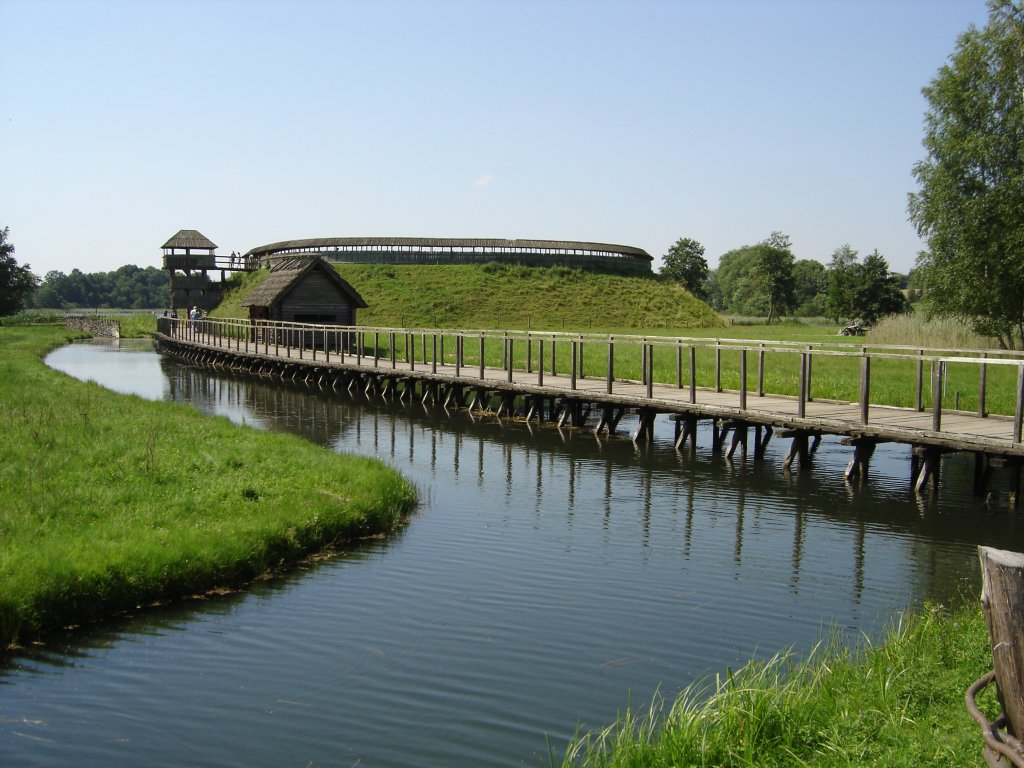
Rekonstrukce slovanského sídliště v Groß Raden

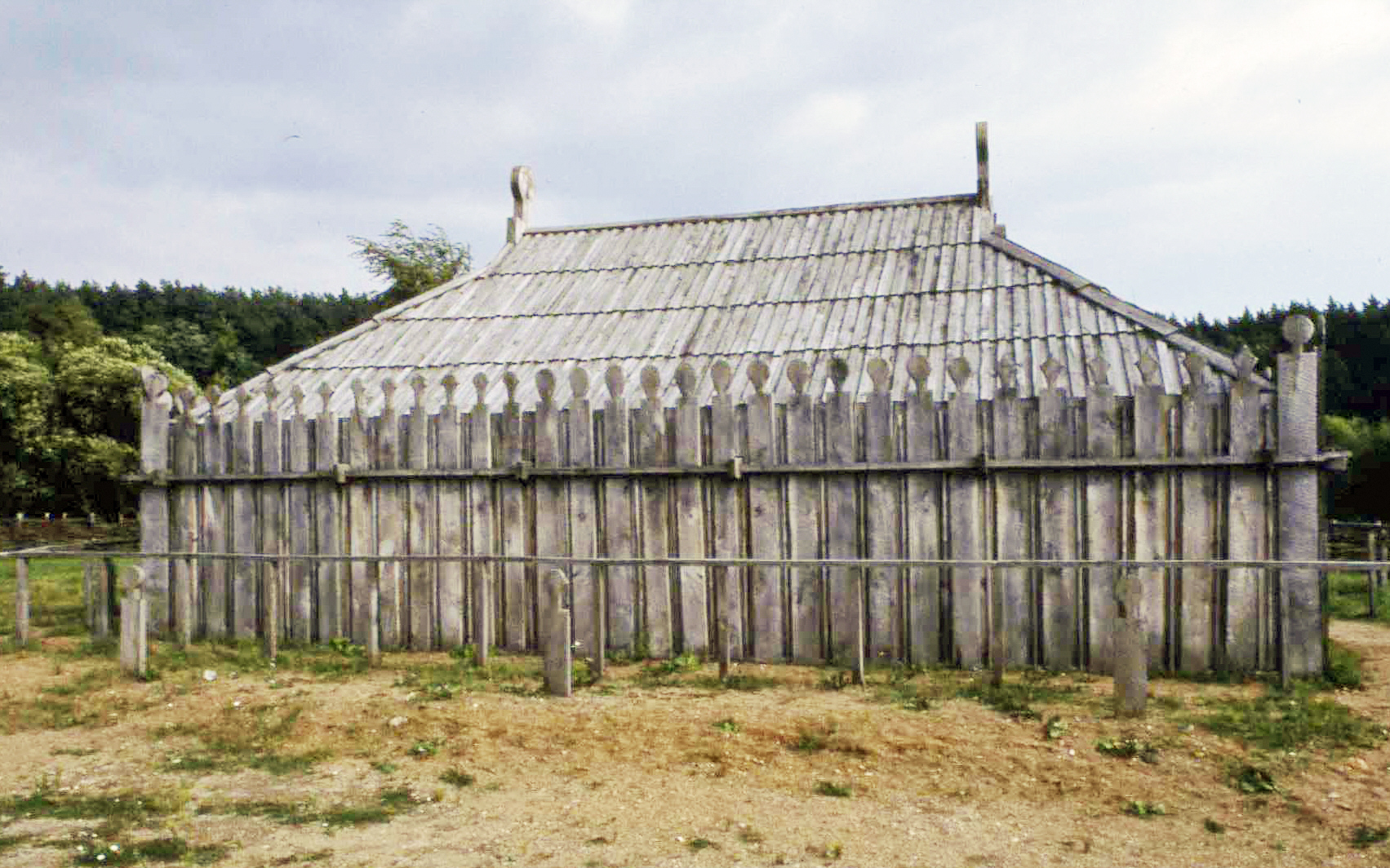
Rekonstrukce slovanského chrámu v Groß Raden

Groß Raden bylo slovanské sídliště, které existovalo na přelomu 9. a 10. století v blízkosti Sternbergu a Behren-Lübchinu v Meklenbursku. Na ostrově spojeném se sídlištěm mostem stála významná slovanská svatyně. Ostrov s chrámem sloužil pravděpodobně i jako refugium.
Lokalita byla Ewaldem Schuldtem archeologicky prozkoumána v letech 1974 – 1983 a dnes na tomto místě stojí rekonstruovaná podoba původního sídliště a muzeum.